# 滑板活动

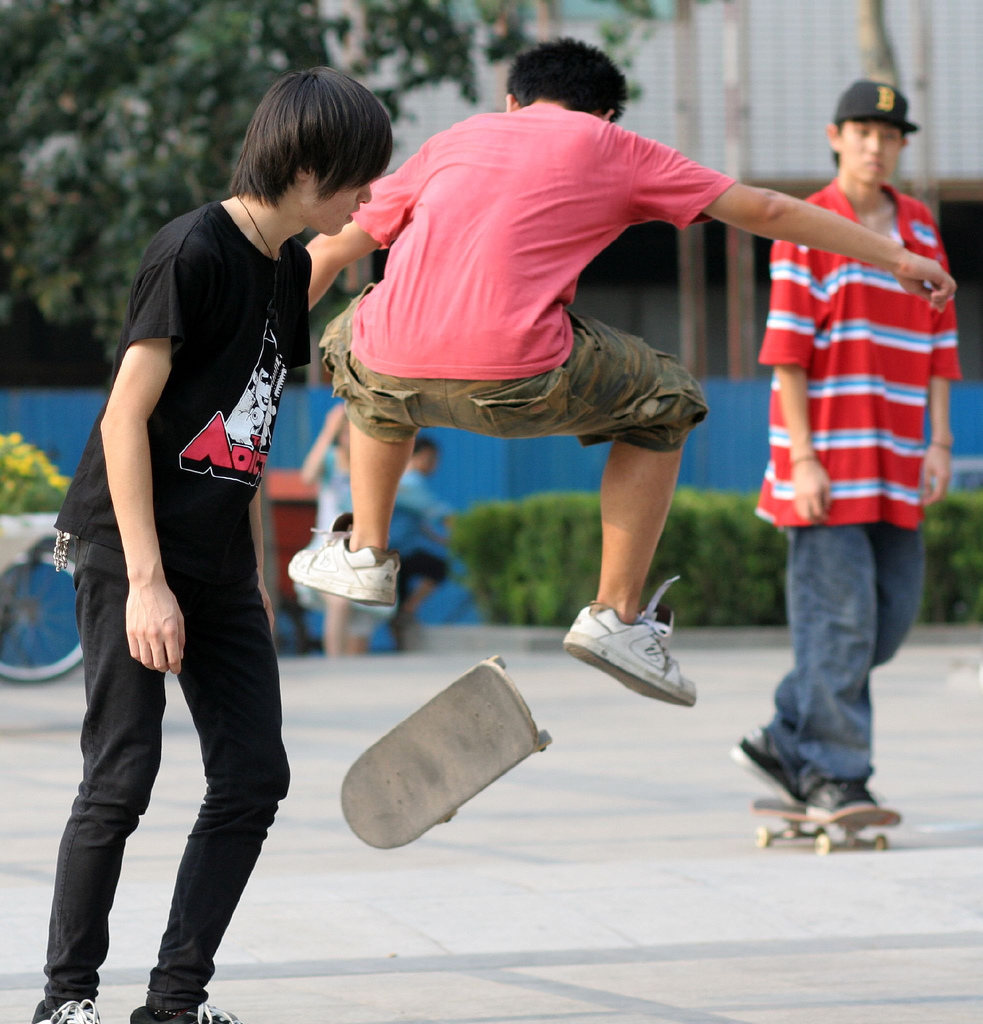
位於中國北京的滑板活動。

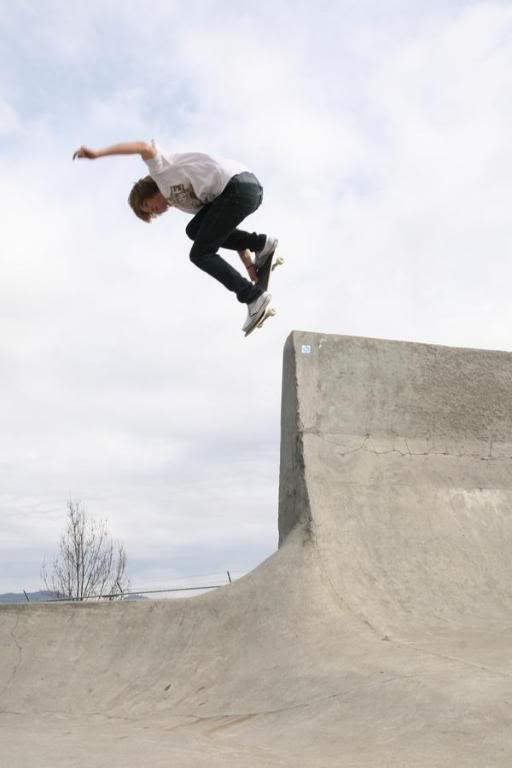
位於俄勒岡州格蘭茨帕斯的滑板活動。

滑板运动是一种包含滑行和用滑板表演杂技的极限运动，它也是一种休闲活动，一种艺术，一项职业，还是一种交通工具。多年来这项运动影响了众多人口。一项2009年的报告显示全球共有110.8万滑板运动爱好者，这个市场的年收入估计为48亿美元。從1970年代開始就有為喜歡玩滑板、自由式車手、職業級的車手精心設置的滑板場地。

## 安全
滑板像其他小轮交通工具（如直排轮或滑板车）一样都有一个安全问题：当遇到路面凹凸不平，尤其是有与滑行方向垂直的裂缝时，玩家容易被甩出，这是从滑板上跌下受伤的主因。
重傷較為少見，通常是由跌倒造成的擦傷、割傷、瘀傷、扭傷；半数需入院的伤者为骨折，伤到的通常是手臂和腿部的长骨。三分之一的伤者是玩了不到一星期的新手。伤情较重者会有头部外伤，甚至死亡。虽然发生这种情况的概率较低，但也有3.5%到9%。
使用滑板作为交通工具会使玩家处于其他交通工具的危险中。在街上玩滑板会被其他的车撞，或者跌入车流中。玩家也会给其他行人和车辆带来危险。一旦玩家跌倒，滑板可能会滑向或飞向另一个人。滑板撞到行人或骑自行车的人后会使之受伤甚至死亡（虽然这比较罕见）。
许多地方的法规要求玩滑板时必须戴上自行车头盔以降低头部受伤和死亡的风险。护腕也是可以减少受伤可能性的保护器械。有医学研究者建议只能在特别指定的地方玩滑板，这样能减少受伤人数，降低受伤程度，并可避免由机动车造成的伤害以及给其他行人造成的伤害。
挪威曾因为伤害事故频发，从1978年到1989年禁止使用、拥有和销售滑板。面对这一禁令，有玩家在森林和其他隐秘场所里建设坡道，以此逃避警察。

## 滑板技巧
滑板的基本動作有滑行、轉彎、停止；滑板的花式動作可分為地板花式（JUMP & FLIP）、竿上花式（Slide & grind），其中地板花式有豚跳（Ollie）、腳尖翻板（Kickflip）、腳跟翻板（Heelflip）等技巧動作，竿上花式有前板身（Front Side Board Slide）、後板身（Back Side Board Slide）等技巧動作。
於2012年由汤姆·沙尔首次登場最新進展1080種滑板技巧的招式。